# 1917
1917 (MCMXVII) byl rok, který dle gregoriánského kalendáře započal pondělím.

## Události
Česko
- 5. ledna – Amnestie císaře Karla I. změnila tresty smrti pro Karla Kramáře a Aloise Rašína v dlouholeté vězení.
- 26. dubna – Při střelbě do hladové demonstrace v Prostějově zahynulo 23 osob a 38 jich bylo raněno.
- 17. května – Vydán Manifest českých spisovatelů, žádajících aktivní pročeskou politiku české reprezentace. Podepsalo jej 222 spisovatelů.
- 21. května – Požár města Vyškov.
- 25. května – Při výbuchu muniční továrny Škodových závodů v Plzni zahynulo přes 200 lidí.
- 30. května – Prohlášení Českého svazu požadovalo přebudování Rakouska na federativním základě a demokratizaci veřejného života.
- 23. června – Předlitavským předsedou vlády Ernst Seidler von Feuchtenegg (do 1918)
- červenec – V Brně bylo zřízeno Moravské zemské muzeum.
- 31. července – Hejnice byly povýšeny na město.
- 8. prosince – Byla založena Česká astronomická společnost
- Bylo založeno Sdružení českých umělců grafiků Hollar

Svět
- 11. ledna – Německý ministr zahraničí odeslal tzv. Zimmermannův telegram o možném spojenectví Německa a Mexika proti USA.
- 17. ledna – Dánsko prodalo svou část Panenských ostrovů v Karibiku USA za 25 milionů dolarů.
- 25. ledna – Při potopení britského parníku SS Laurentic zahynulo 354 lidí.
- 13. února – V Paříži byla za špionáž zatčena Mata Hari.
- 8.–12. března – Únorová revoluce v Rusku
- 13. března – V Petrohradu začaly vycházet noviny Izvestija
- 15. března – Abdikoval car Mikuláš II. Romanov.
- 17. března – Vyhlášena nezávislost Ukrajiny
- 6. dubna – USA vstoupily do první světové války.
- 9. dubna – 5. května – Nivellova ofenzíva
- 17. dubna – Vladimir Iljič Lenin představil Dubnové teze, programový dokument bolševické strany.
- 13. května – První zjevení Panny Marie ve Fatimě
- 15. května – Bitva v Otrantské úžině
- 30. května – Byla znovu otevřena Říšská rada, čímž se císař Karel I. pokusil stabilizovat poměry v Rakousku-Uhersku.
- 4. června – Kolumbijská univerzita v New Yorku poprvé udělila Pulitzerovu cenu.
- 15.–23. června – Bitva na Piavě
- 1.–19. července – Kerenského ofenzíva
- 2. července – Bitva u Zborova
- 20. července – Vyhlášením Korfské deklarace byl připraven vznik Království Srbů, Chorvatů a Slovinců.
- 21. července – Alexandr Fjodorovič Kerenskij je zvolen předsedou prozatímní vlády Ruska.
- 31. července – 6. listopadu – Třetí bitva u Yper
- 24. října – 18. listopadu – Bitva u Caporetta
- 2. listopadu – V Balfourově deklaraci se britská vláda vyjádřila k vytvoření židovské domoviny na území Palestiny.
- 7. listopad – VŘSR v Rusku
- 9. listopadu – V Rusku byl vydán dekret o tisku, jímž byla zlikvidována svoboda tisku.
- 12. listopadu – V Rusku se konaly svobodné volby.
- 17. listopad – Druhá bitva u Helgolandské zátoky
- 20. listopadu – 6. prosince – Bitva u Cambrai
- 26. listopadu – Byla založena hokejová soutěž kanadsko-americká NHL.
- 6. prosince
  - Finsko vyhlásilo nezávislost.
  - V kanadském Halifax při srážce lodí a následném výbuchu zemřelo přes 2 000 lidí.
- 12. prosince – Stovky francouzských vojáků jedoucích na vánoční a novoroční dovolenku zahynuly při vykolejení vojenského vlaku u Saint-Michel-de-Maurienne.
- 20. prosince – V Rusku byla založena tajná policie Čeka.
- 22. prosinec – uznání Finska.
- 24. prosince – V Rusku byly zestátněny všechny podniky.
- Anglie dobyla Bagdád, Tel Aviv a Jeruzalém.
- Japonci obsadili Marshallovy ostrovy.
- Jan Smuts poprvé použil slovo Apartheid
- Sixtova aféra – Tajná jednání císaře Karla I. o mírové dohodě
- Vznik série fotografií zvaných Víly z Cottingley

## Vědy a umění
- otevřena galerie Dada
- objeven chemický prvek protaktinium
- vyšel Kodex kanonického práva

## Nobelova cena
- Nobelova cena za fyziku – Charles Glover Barkla
- Nobelova cena za fyziologii a lékařství – nebyla v tomto roce udělena
- Nobelova cena za chemii – nebyla v tomto roce udělena
- Nobelova cena za literaturu – Karl Adolph Gjellerup a Henrik Pontoppidan
- Nobelova cena za mír – Červený kříž

## Narození

### Česko

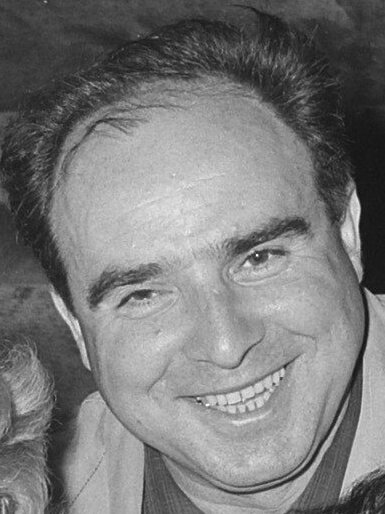
Václav Kašlík (* 28. září)

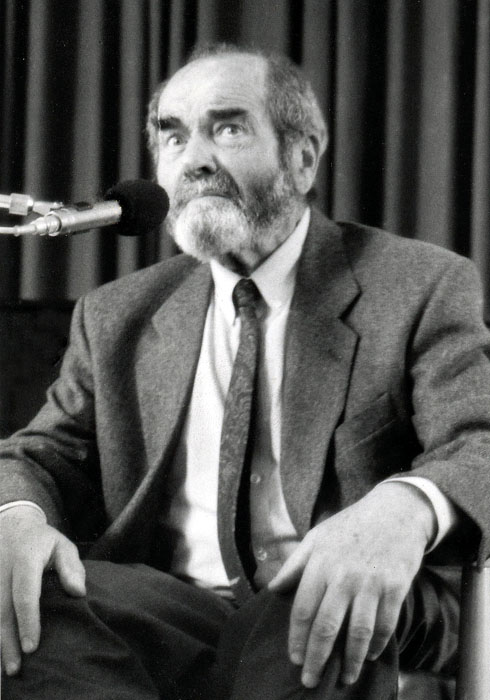
Pavel Tigrid (* 27. října)

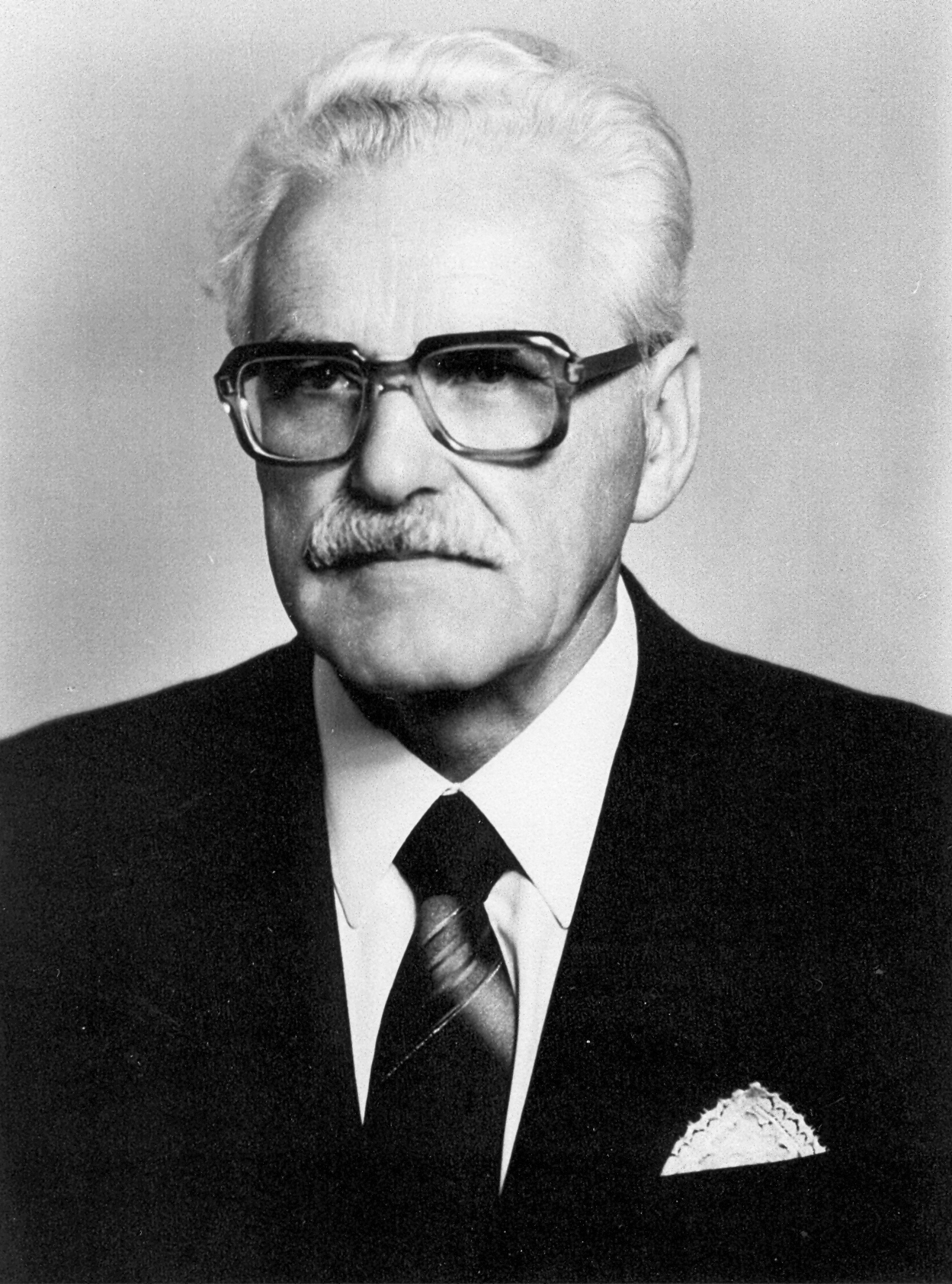
Jaroslav Kos * 5. listopadu)

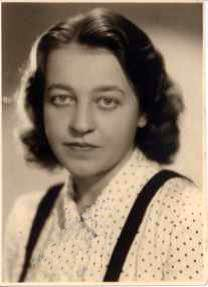
Fan Vavřincová * 17. listopadu)

- 3. ledna – Josef Cukr, kněz, politický vězeň nacismu a komunismu († 26. června 2014)
- 13. ledna – Hančí Baarová, spisovatelka († 18. května 1947)
- 15. ledna  – Antonín Nogol, volejbalista († 1. února 1980)
- 16. ledna – František Čečetka, spisovatel († 4. srpna 1982)
- 17. ledna – Oskar Moravec, hudební skladatel žijící v Kanadě († 13. června 2007)
- 19. ledna – Bohuslav Grabovský, voják a příslušník výsadku Intransitive († 28. října 1944)
- 26. ledna – Zdeněk Kovář, průmyslový návrhář a sochař († 21. června 2004)
- 7. února
  - Alexandr Beer, generál Armády České republiky († 31. prosince 2015)
  - Josef Dubský, hispanista († 27. února 1996)
- 17. února – Miloslav Kaňák, teolog, duchovní Církve československé husitské († 24. ledna 1985)
- 1. března – Josef Beneš, etnograf a muzeolog († 2. října 2005)
- 4. března
  - Josef Balejka, válečný pilot († 7. července 2004)
  - Arnošt Kavka, swingový zpěvák a skladatel († 2. května 1994)
- 7. března – František Trejtnar, vojenský letec († 4. prosince 1982)
- 27. března – Vladimír Nedvěd, vojenský letec († 31. října 2012)
- 1. dubna – Jaromír Svoboda, zpěvák a divadelní fotograf († 27. července 1992)
- 15. dubna – František Stibitz, hráč, trenér, rozhodčí, a funkcionář basketbalu a volejbalu († 3. března 2008)
- 17. dubna – Jarmila Hassan Abdel Wahab, operní zpěvačka († 24. dubna 1996)
- 21. dubna – Jiří Čepelák, zoolog, entomolog a pedagog († 1. října 2000)
- 22. dubna – Václav Sedláček, oběť střelby při protinacistických demonstracích 28. října 1939 († 28. října 1939)
- 2. května – Jakub Čermín, předseda Českého svazu bojovníků za svobodu a politický vězeň († 27. srpna 2009)
- 12. května – Jaroslav Popelka, kněz a misionář († 30. září 1987)
- 13. května – Ewald Osers, básník a překladatel († 10. října 2011)
- 18. května – Karel Pech, herec, televizní scenárista a režisér († 14. února 2006)
- 23. května
  - Jindřich Svoboda, válečný pilot († 17. ledna 1942)
  - Antonín Špaček, předseda Československé obci legionářské († 3. dubna 2007)
- 31. května – Alois Knop, jazykovědec († 6. února 2001)
- 1. června – Přemysl Kočí, operní pěvec, režizér a politik († 15. ledna 2003)
- 4. června – Jiří Pecka, kanoista, olympijský medailista († 12. května 1997)
- 7. června – Leopold Korbař, swingový klavírista a skladatel († 2. září 1990)
- 14. června – Stanislav Novák, teolog, kanovník Vyšehradské kapituly († 2. října 2006)
- 19. června – Zbyněk Žába, egyptolog († 15. srpna 1971)
- 29. června – Josef Kainar, básník († 16. listopadu 1971)
- 30. června – Miloslav Troup, malíř († 22. února 1993)
- 7. července – Bedřich Šindelář, historik a spisovatel († 28. dubna 1996)
- 9. července – Vladimír Černík, tenista († 2. dubna 2002)
- 12. července – Václav Vojta, dětský neurolog († 12. září 2000)
- 20. července – Jan Kutálek, výtvarník, sochař-keramik († 20. května 1987)
- 31. července – Jaroslav Kotásek, voják a příslušník výsadku Spelter († 16. června 1944)
- 3. srpna – Miroslav Sláma, hokejový reprezentant († 30. listopadu 2008)
- 6. srpna – Miloslav Šnejdar, houslista a hudební skladatel († 2. září 1994)
- 9. srpna – Vladimír Vařecha, filolog, překladatel a pedagog († 19. ledna 1999)
- 11. srpna – Josef Hercz, lékař, válečný veterán († 9. prosince 2010)
- 14. srpna – Mira Figarová, tanečnice, choreografka a divadelní pedagožka († 12. ledna 2013)
- 16. srpna – Emil Ludvík, hudební skladatel († 15. dubna 2007)
- 18. srpna – Linda Wichterlová, stomatoložka, vědkyně, manželka Otto Wichterleho († 24. listopadu 2023)
- 20. srpna – Jiří Vašků, herec († 1. září 1982)
- 1. září – Jan Šprincl, filolog, překladatel, básník, knihovník († 5. listopadu 1989)
- 8. září – Leopold Šrom, vojenský letec († 11. října 1968)
- 9. září
  - Zdeněk Souček, lékař, polárník a průzkumník tropických oblastí († 24. prosince 1967)
  - Jan Pilař, spisovatel, básník a literární kritik († 19. října 1996)
- 10. září – Václav Ženíšek, voják, oběť komunistického teroru († 13. listopadu 1952)
- 11. září – Herbert Lom, americký herec českého původu († 27. září 2012)
- 12. září – Valerie Kaplanová, herečka († 12. května 1999)
- 13. září – František Kotalík, teolog († 21. září 1993)
- 28. září – Václav Kašlík, dirigent, skladatel a režisér († 4. června 1989)
- 30. září – Josef Machovský-Vrbka, voják a příslušník výsadku Potash († 10. srpna 1991)
- 9. října – Vilibald Šťovík, hokejista († 8. listopadu 1948)
- 10. října – Karel Filsak, architekt († 1. července 2000)
- 12. října – Zdeněk Urbánek, spisovatel a chartista († 12. června 2008)
- 16. října – Václav Kaňkovský, herec († 27. dubna 1987)
- 27. října – Pavel Tigrid, spisovatel, publicista, ministr kultury České republiky († 31. srpna 2003)
- 1. listopadu – Bohumír Vedra, lékař a vědec († 19. března 2012)
- 5. listopadu – Jaroslav Kos, lékař, zakladatel anatomického ústavu v Plzni († 15. října 2012)
- 8. listopadu – Zdeněk Škarvada, vojenský letec († 11. května 2013)
- 17. listopadu – Fan Vavřincová, spisovatelka († 16. prosince 2012)
- 19. listopadu – František Truhlář, vojenský letec († 3. prosince 1946)
- 15. prosince – Osvald Döbert, architekt († 16. června 1999)
- 16. prosince – Hanuš Fantl, básník († 18. března 1942)
- 24. prosince – Jiří Brdečka, spisovatel, výtvarník a filmový režisér († 2. června 1982)

### Svět
- 5. ledna

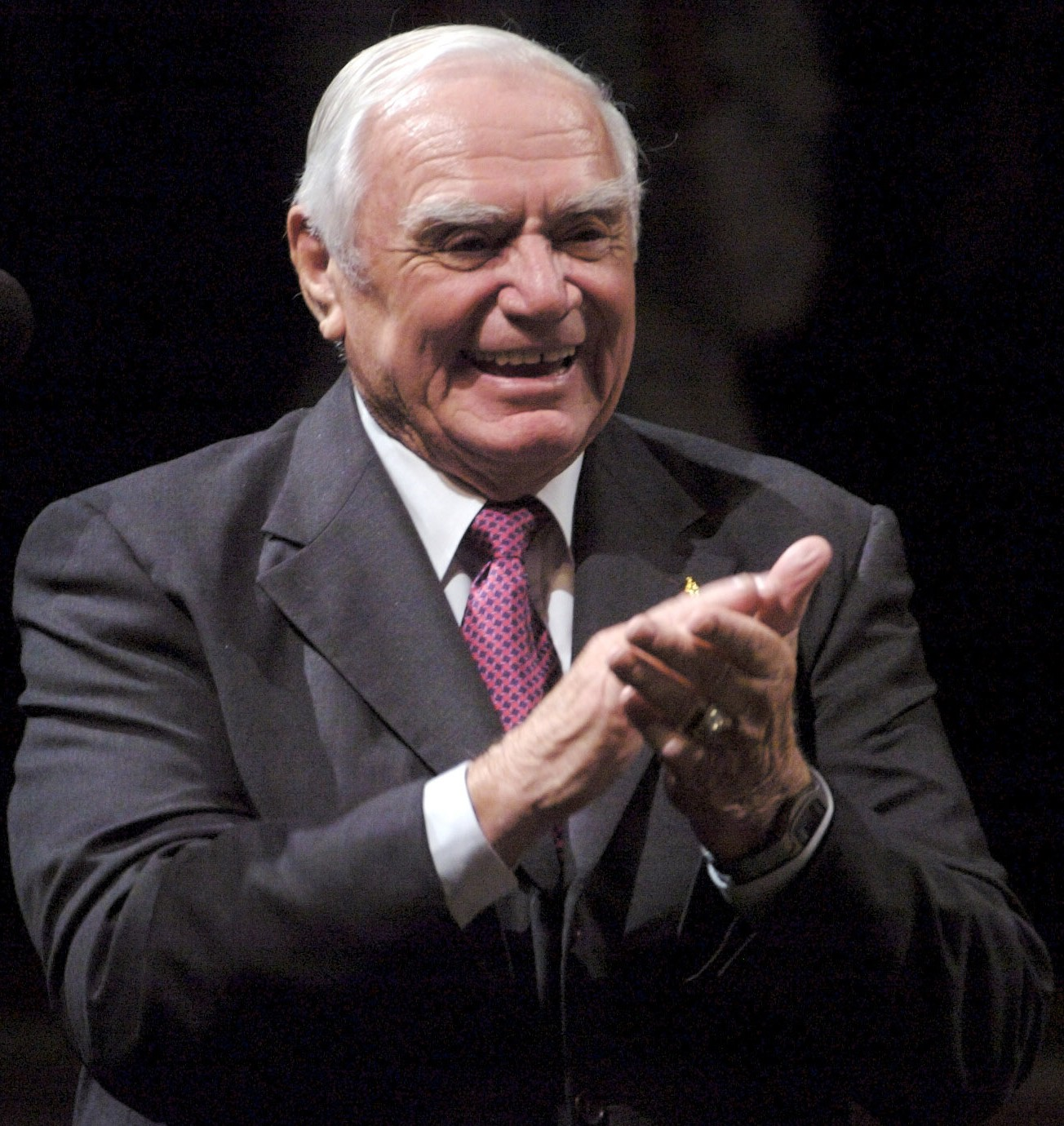
Ernest Borgnine (* 24. ledna)

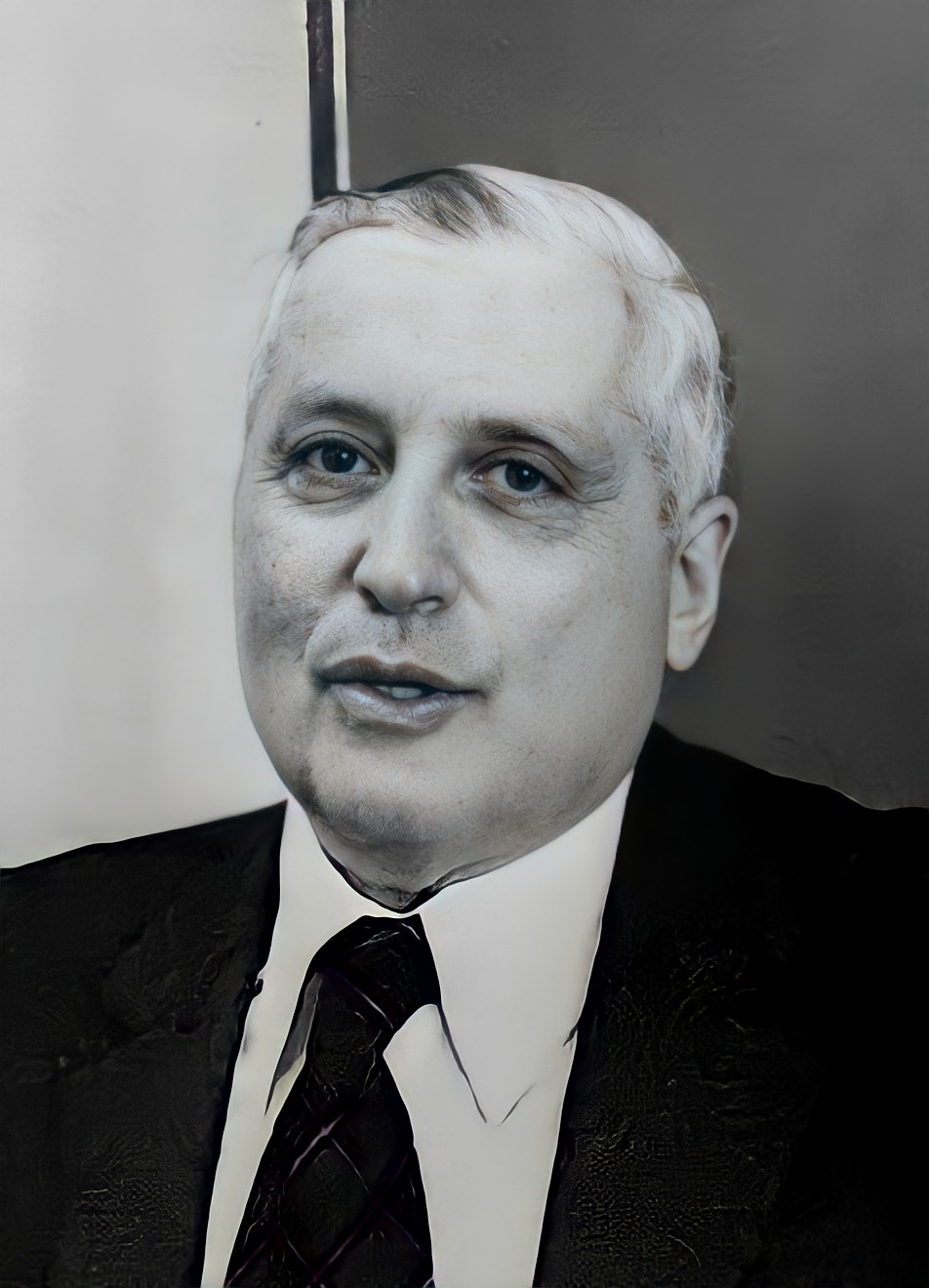
Ilya Prigogine (* 25. ledna)

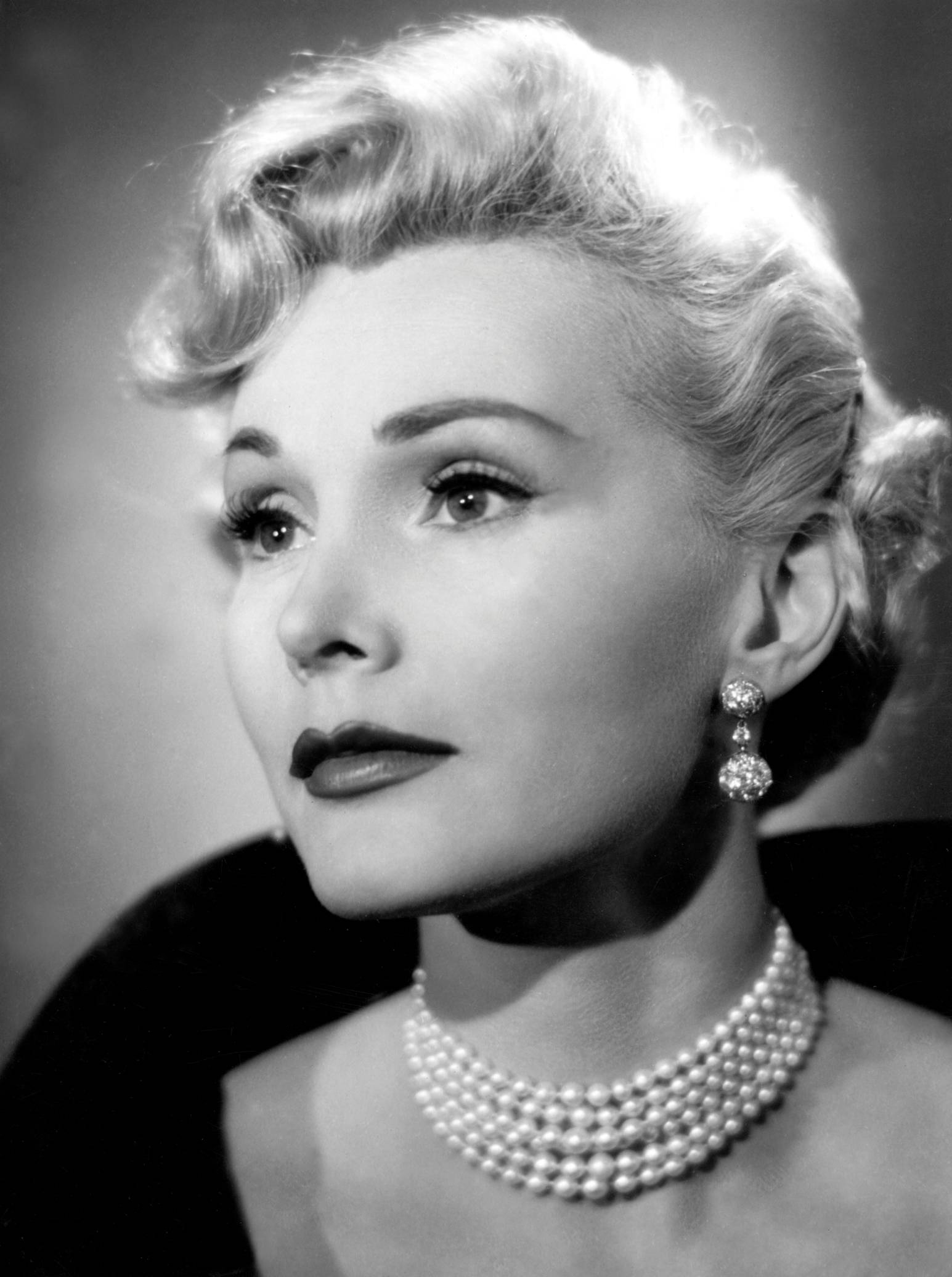
Zsa Zsa Gaborová (* 6. února)

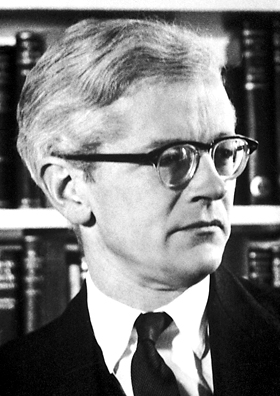
John Kendrew (* 24. března)

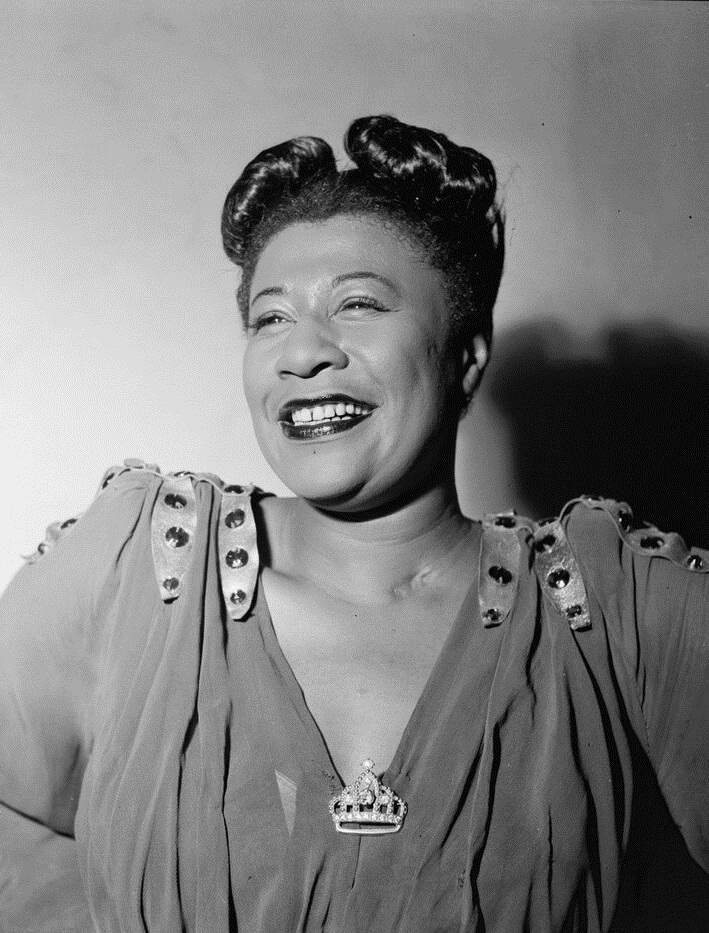
Ella Fitzgeraldová (* 25. dubna)

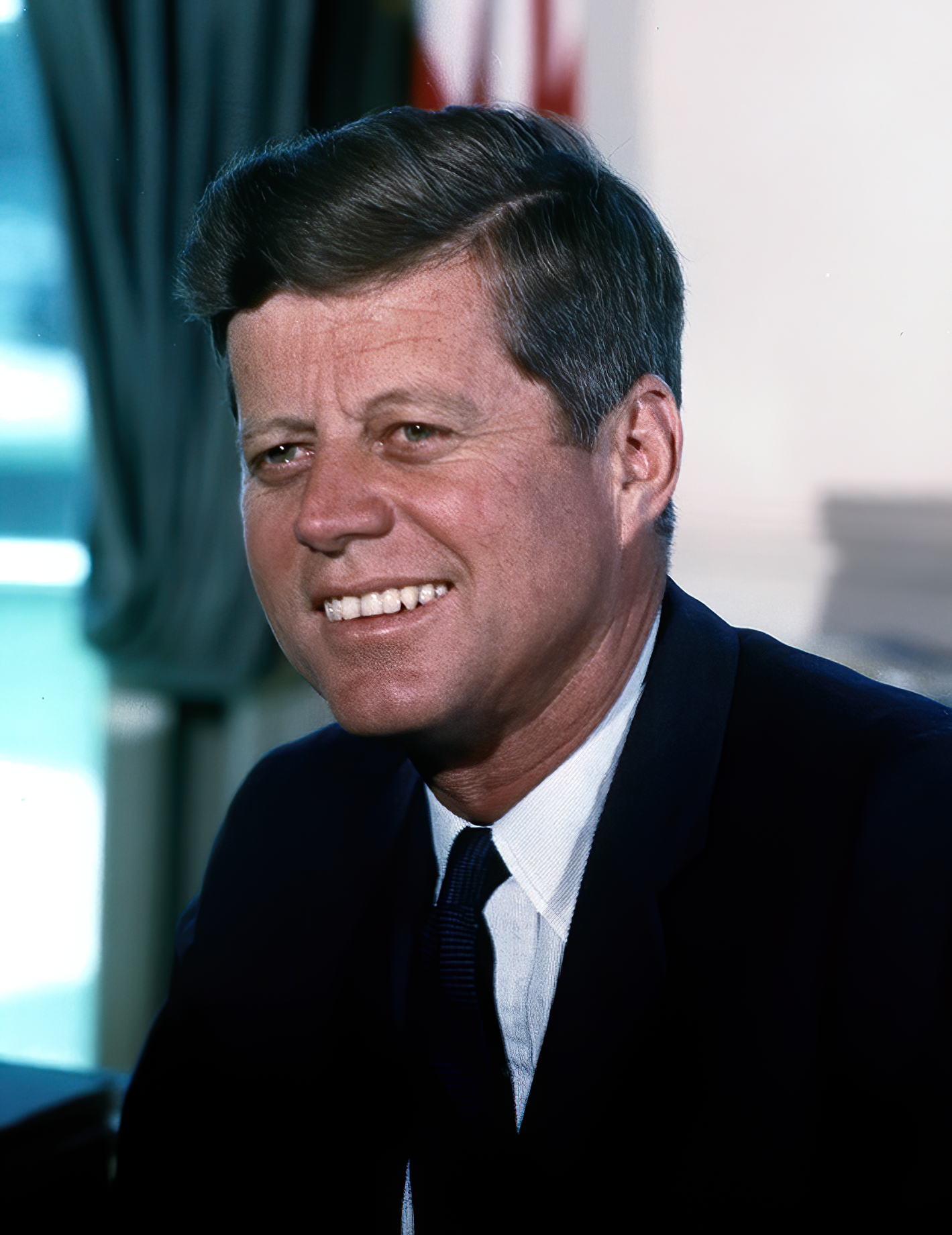
John F. Kennedy (* 29. května)

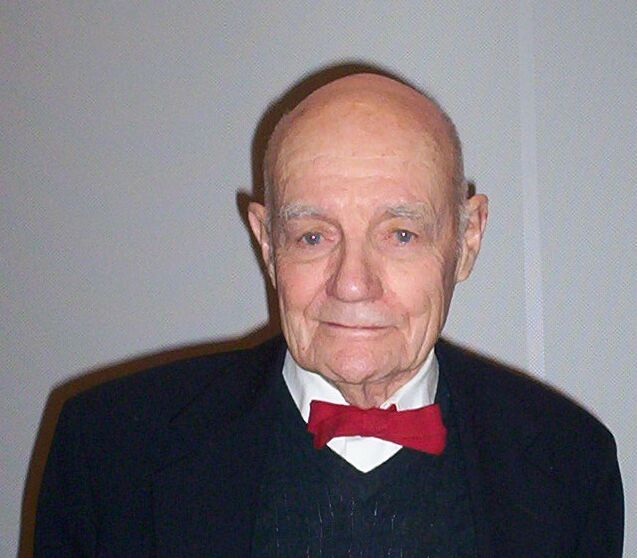
John Bennett Fenn (* 15. června)

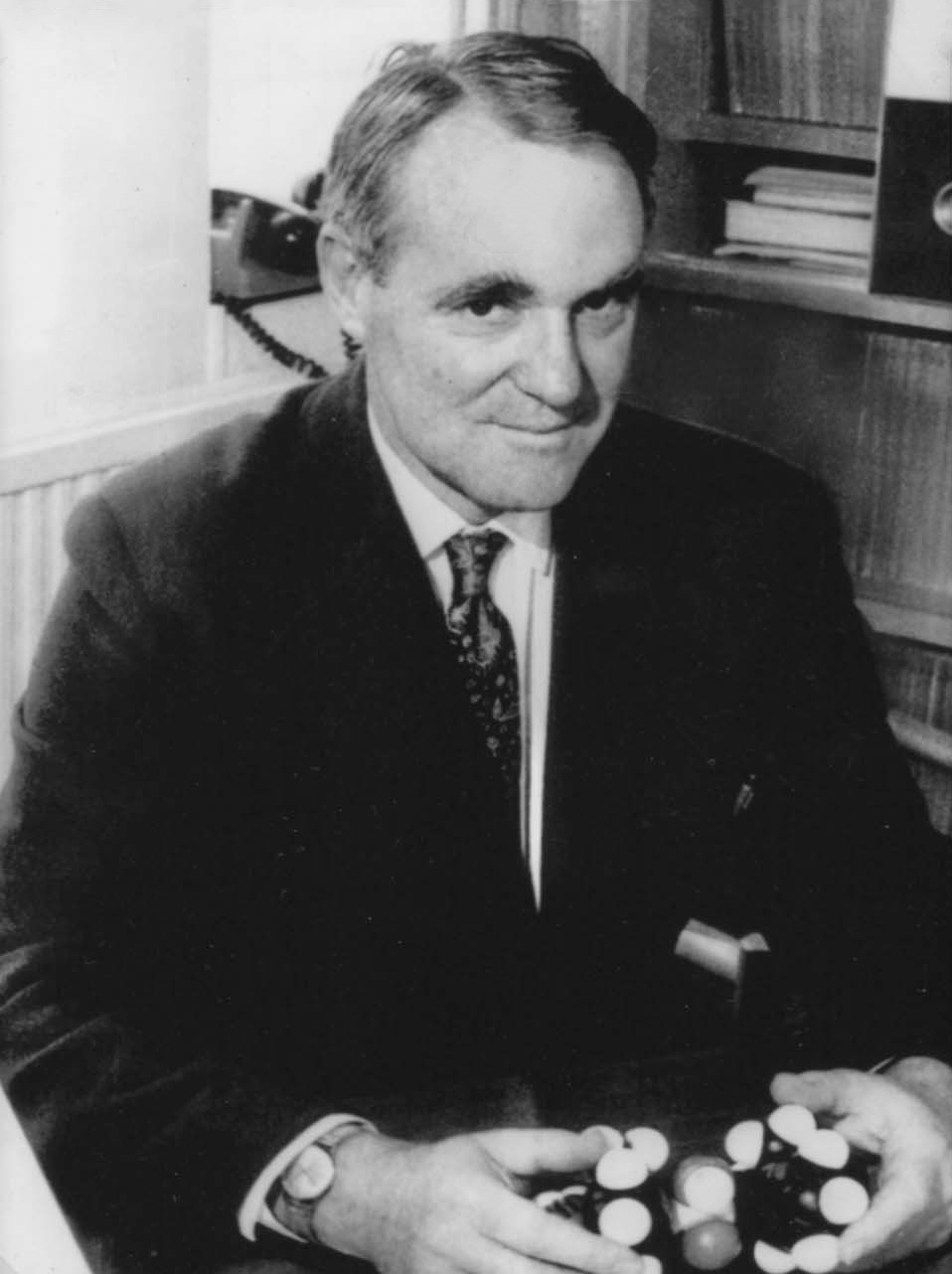
John Cornforth (* 7. září)

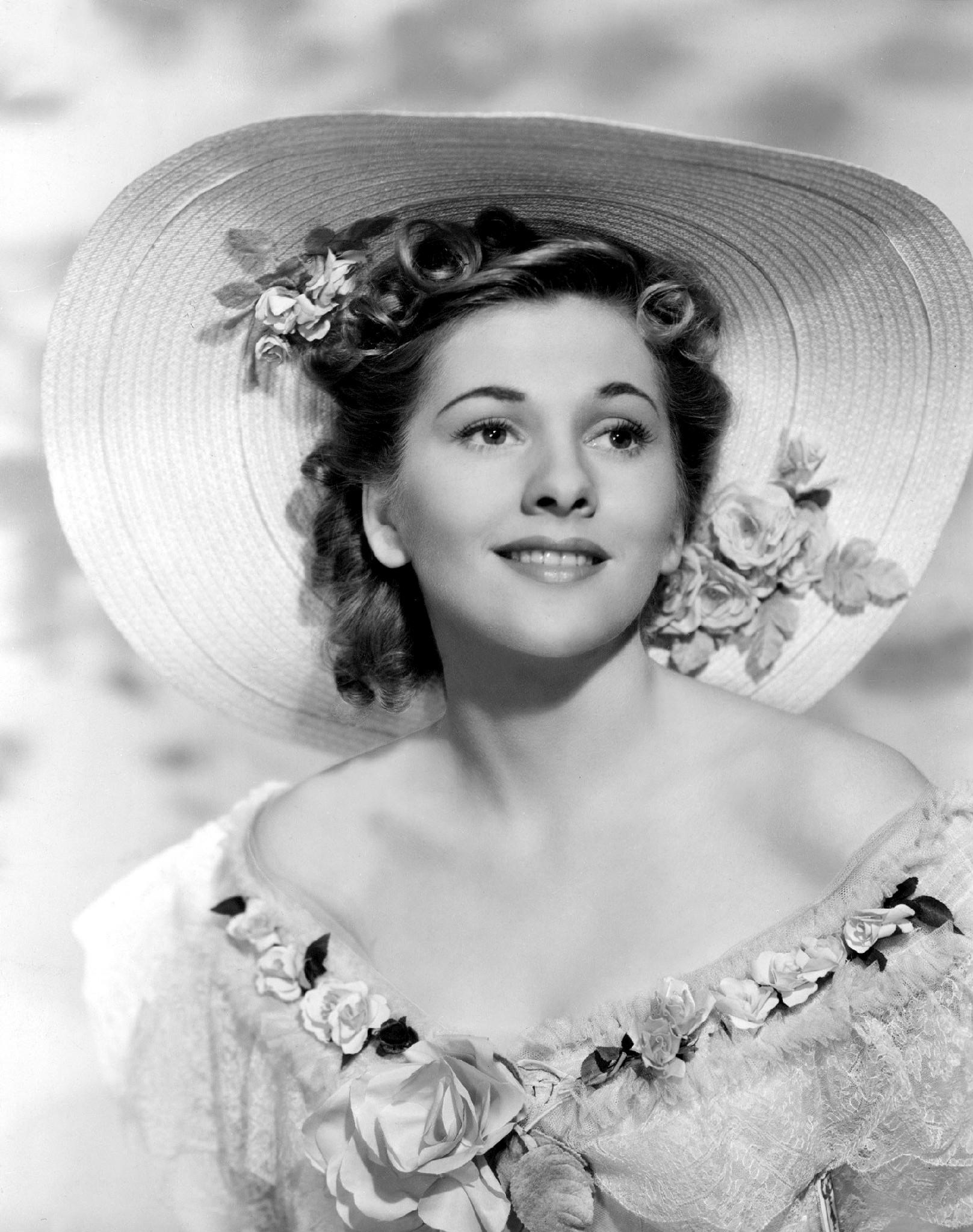
Joan Fontaine (* 22. října)

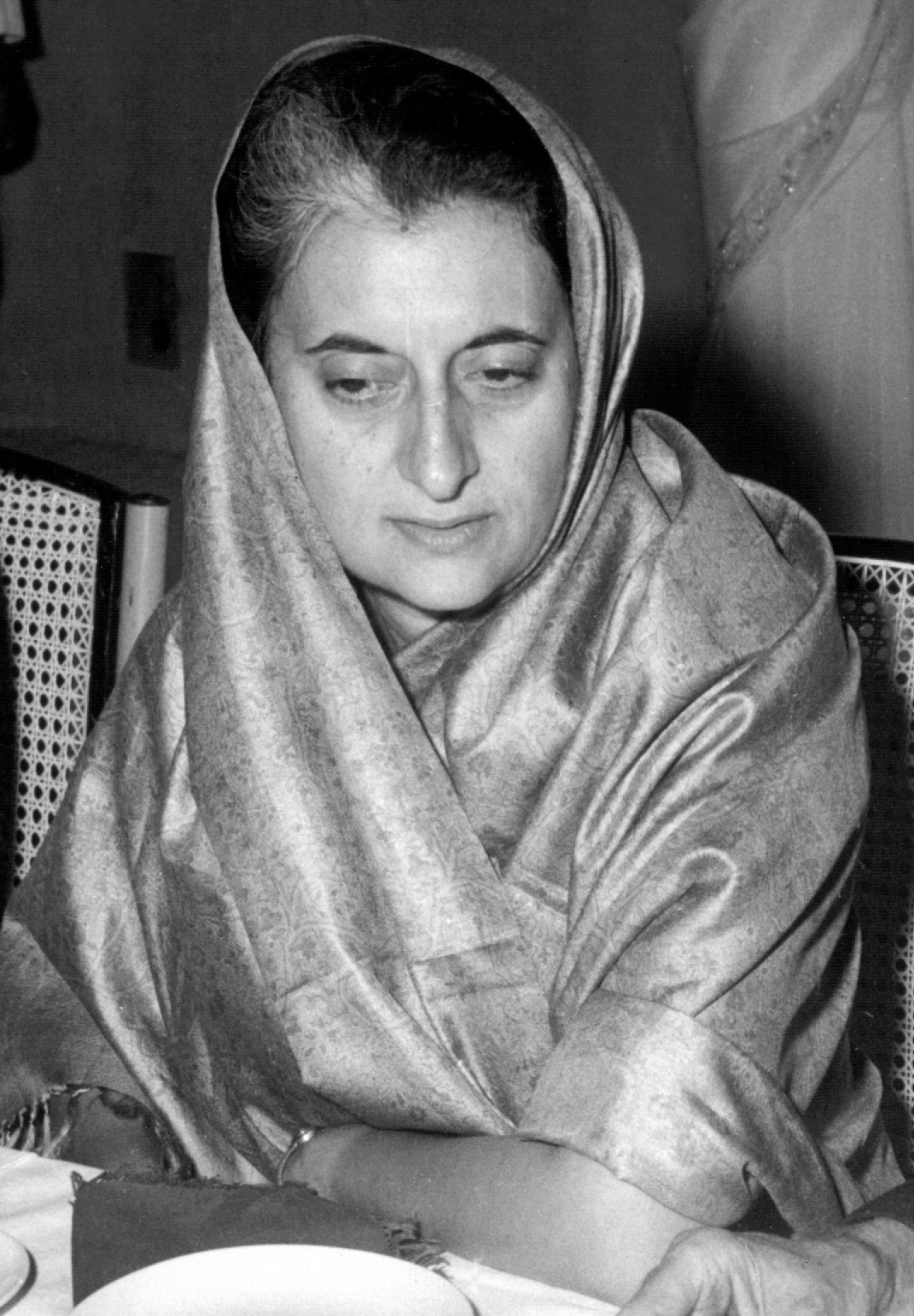
Indira Gándhíová * 19. listopadu)

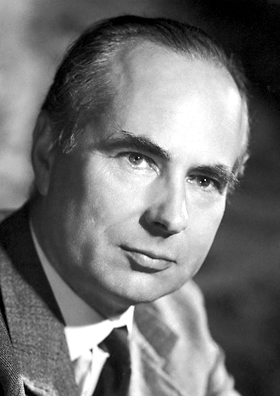
Andrew Fielding Huxley (* 22. listopadu)

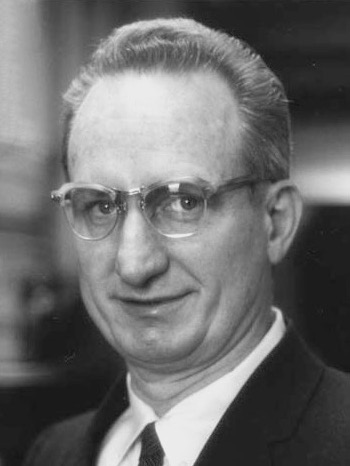
James Rainwater (* 9. prosince)

Arthur C. Clarke (* 6. prosince)

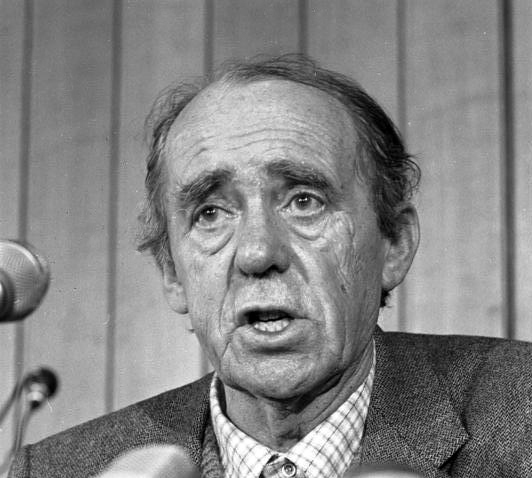
Heinrich Böll (* 21. prosince)

  - Adolfo Consolini, italský olympijský vítěz a hodu diskem († 20. prosince 1969)
  - Wieland Wagner, operní režisér a scénograf († 17. října 1966)
  - Jane Wymanová, americká herečka, zpěvačka a tanečnice († 10. září 2007)
- 12. ledna – Walter Hendl, americký dirigent († 10. dubna 2007)
- 19. ledna – Jozef Lacko, slovenský architekt a pedagog († 9. září 1978)
- 24. ledna – Ernest Borgnine, americký herec († 8. července 2012)
- 25. ledna
  - Alexandre Kafka, brazilský ekonom českého původu, ředitel Mezinárodního měnového fondu († 28. listopadu 2007)
  - Ilja Prigogine, rusko-belgický fyzikální chemik a filosof, Nobelova cena († 28. května 2003)
- 27. ledna – Henri Perruchot, francouzský spisovatel, výtvarný a literární kritik († 17. února 1967)
- 28. ledna – William P. Gottlieb, americký fotograf a novinový sloupkař († 23. dubna 2006)
- 3. února – Šlomo Goren, vrchní vojenský rabín izraelské armády († 29. října 1994)
- 6. února – Zsa Zsa Gaborová, maďarsko-americká herečka († 18. prosince 2016)
- 11. února
  - Giuseppe de Santis, italský režisér († 17. května 1997)
  - Sidney Sheldon, americký spisovatel, dramatik a scenárista († 30. ledna 2007)
- 14. února
  - Beqir Balluku, albánský politik († 5. listopadu 1974)
  - Herbert A. Hauptman, americký matematik († 23. října 2011)
- 18. února – Oliver F. Atkins, americký fotograf († 24. ledna 1977)
- 19. února – Carson McCullersová, americká spisovatelka († 29. září 1967)
- 21. února
  - Tadd Dameron, americký jazzový klavírista a hudební skladatel († 8. března 1965)
  - Victor Marijnen, premiér Nizozemska († 5. dubna 1975)
- 25. února – Anthony Burgess, britský spisovatel, hudební skladatel a klavírista († 22. listopadu 1993)
- 27. února – John Connally, ministr financí USA († 15. června 1993)
- 6. března
  - Donald Davidson, americký filosof († 30. srpna 2003)
  - Will Eisner, americký kreslíř († 3. ledna 2005)
- 9. března – Algirdas Julien Greimas, francouzský sémiotik († 27. února 1992)
- 20. března – Vera Lynn, britská zpěvačka, textařka, a herečka († 18. června 2020)
- 21. března
  - Anton Coppola, americký dirigent a hudební skladatel († 9. března 2020)
  - Jigael Jadin, archeolog a místopředseda vlády Izraele († 28. června 1984)
- 22. března – Irving Kaplansky, kanadský matematik († 25. června 2006)
- 23. března – Jevgenij Chalděj, sovětský fotograf († 6. října 1997)
- 24. března – John Kendrew, anglický biochemik, nositel Nobelovy ceny za chemii († 23. srpna 1997)
- 26. března – Rufus Thomas, americký zpěvák a komik († 15. prosince 2001)
- 27. března – Cyrus Vance, americký politik a diplomat († 12. ledna 2002)
- 29. března – Gwyn Jones, velšský fyzik († 3. července 2006)
- 1. dubna – Dinu Lipatti, rumunský klavírní virtuos a hudební skladatel († 2. prosince 1950)
- 3. dubna – Tibor Andrašovan, slovenský skladatel a dirigent († 14. června 2001)
- 5. dubna – Robert Bloch, americký spisovatel († 23. září 1994)
- 9. dubna – Brad Dexter, americký herec († 12. prosince 2002)
- 10. dubna – Robert Burns Woodward, americký organický chemik, Nobelova ceny za chemii 1965 († 8. července 1979)
- 12. dubna – Belo Polla, slovenský historik, archeolog a archivář († 16. srpna 2000)
- 18. dubna – Frederika Hannoverská, řecká královna († 6. ledna 1981)
- 19. dubna – Sven Hassel, dánský spisovatel († 21. září 2012)
- 22. dubna – Vadim Gippenrejter, ruský novinářský a krajinářský fotograf († 16. července 2016)
- 25. dubna – Ella Fitzgeraldová, americká jazzová zpěvačka († 15. června 1996)
- 26. dubna – I. M. Pei, americký architekt († 16. května 2019)
- 29. dubna – Maya Deren, americká filmová režisérka, choreografka, tanečnice, spisovatelka a fotografka († 13. října 1961)
- 1. května
  - Serge Silberman, francouzský filmový producent († 22. července 2003)
  - Danielle Darrieuxová, francouzská herečka a zpěvačka († 18. října 2017)
- 3. května
  - Kiro Gligorov, prezident nezávislé republiky Makedonie († 1. ledna 2012)
  - William Mulloy, americký antropolog († 25. března 1978)
- 5. května – Pío Leyva, kubánský skladatel, instrumentalista a zpěvák stylu guaracha († 22. března 2006)
- 7. května – Domenico Bartolucci, italský kněz, hudební skladatel a kardinál († 11. listopadu 2013)
- 8. května – Kenneth Taylor, americký teolog a spisovatel († 10. června 2005)
- 14. května – William Thomas Tutte, britský matematik a kryptolog († 2. května 2002)
- 16. května – Juan Rulfo, mexický spisovatel († 7. ledna 1986)
- 20. května – David McClelland, americký psycholog († 27. března 1998)
- 23. května – Edward Lorenz, americký matematik († 16. dubna 2008)
- 28. května
  - Papa John Creach, americký houslista († 22. února 1994)
  - Barry Commoner, americký přírodovědec († 30. září 2012)
- 29. května – John Fitzgerald Kennedy, 35. prezident USA († 22. listopadu 1963)
- 31. května – Jean Rouch, francouzský filmař a antropolog († 18. února 2004)
- 1. června – William Standish Knowles, americký chemik, Nobelova cena za chemii 2001 († 13. června 2012)
- 5. června – Maurice Duverger, francouzský právník, sociolog a politolog († 16. prosince 2014)
- 7. června – Dean Martin, italskoamerický zpěvák, herec a televizní bavič († 25. prosince 1995)
- 9. června – Eric Hobsbawm, britský historik († 1. října 2012)
- 10. června – Al Schwimmer, izraelský průmyslník, zakladatel Izraelského vojenského letectva († 10. června 2011)
- 11. června – Tom Davis, premiér Cookových ostrovů († 23. července 2007)
- 13. června – Augusto Roa Bastos, paraguayský spisovatel († 26. dubna 2005)
- 15. června – John Bennett Fenn, americký chemik, Nobelova cena za chemii 2002 († 10. prosince 2010)
- 16. června – Irving Penn, americký fotograf († 7. října 2009)
- 17. června – Atle Selberg, norský matematik († 6. srpna 2007)
- 30. června
  - Susan Haywardová, americká herečka († 14. března 1975)
  - Lena Horne, americká zpěvačka, herečka († 9. května 2010)
- 1. července – Milada Blekastad, norská spisovatelka a literární historička českého původu († 25. října 2003)
- 3. července – Walter H. Haas, americký amatérský astronom († 6. dubna 2015)
- 4. července – Manolete, španělský toreador († 29. srpna 1947)
- 5. července – Geraldine Mucha, skotská hudební skladatelka († 12. října 2012)
- 12. července – Andrew Wyeth, americký malíř († 16. ledna 2009)
- 15. července – Reidar Liaklev, norský olympijský vítěz v rychlobruslení († 1. března 2006)
- 17. července – Kenan Evren, turecký prezident († 9. května 2015)v
- 21. července – Floyd Jones, americký bluesový zpěvák, kytarista a skladatel († 19. prosince 1989)
- 22. července – Jurij Chěžka, lužickosrbský básník († 1944)
- 27. července – Bourvil, francouzský herec († 23. září 1970)
- 6. srpna – Robert Mitchum, americký herec († 1. července 1997)
- 11. srpna
  - André Chouraqui, francouzský právník, spisovatel a politik († 9. července 2007)
  - Vasil Biľak, slovenský komunistický politik († 6. února 2014)
- 12. srpna – Adolf Burger, slovenský účastník operace Bernhard († 6. prosince 2016)
- 15. srpna
  - Jack Lynch, premiér Irska († 20. října 1999)
  - Óscar Romero, salvadorský kněz, arcibiskup ze San Salvadoru, neoficiální světec († 24. března 1980)
- 18. srpna – Caspar Weinberger, americký politik a ministr obrany († 28. března 2006)
- 21. srpna – Leonid Hurwicz, americký ekonom a matematik, Nobelova cena 2007 († 24. června 2008)
- 22. srpna – John Lee Hooker, americký bluesový kytarista a zpěvák († 21. června 2001)
- 25. srpna
  - Tošio Kató, japonský matematik († 2. října 1999)
  - Mel Ferrer, americký filmový herec († 2. června 2008)
- 28. srpna – Jack Kirby, americký komiksový kreslíř, spisovatel a editor († 6. února 1994)
- 30. srpna – Vladimír Kirillovič Ruský, člen rodiny Romanovců († 21. dubna 1992)
- 3. září – Peter Baláž, slovenský fyzik († 1. června 1998)
- 4. září – Rondal Partridge, americký fotograf († 19. června 2015)
- 5. září – Jean Bertin, konstruktér vznášedel († 21. prosince 1975)
- 7. září – John Cornforth, australský organický chemik, Nobelova cena za chemii 1975 († 14. prosince 2013)
- 11. září – Ferdinand Marcos, prezident Filipínské republiky († 28. září 1989)
- 15. září – David Flusser, izraelský historik († 15. září 2000)
- 18. září – Clinton Rossiter, americký historik a politolog († 11. července 1970)
- 20. září
  - Fernando Rey, španělský herec († 9. března 1994)
  - Władysław Rubin, polský kardinál († 28. listopadu 1990)
  - Obdulio Varela, uruguayský fotbalista († 2. srpna 1996)
- 23. září – Imre Németh, maďarský olympijský vítěz v hodu kladivem († 18. srpna 1989)
- 28. září – Semjon Kuzmič Cvigun, sovětský armádní generál, spisovatel a scenárista († 19. ledna 1982)
- 30. září
  - Buddy Rich, americký jazzový bubeník a kapelník († 2. dubna 1987)
  - Jurij Ljubimov, ruský divadelní herec a režisér († 5. října 2014)
- 1. října – Cahal Brendan Daly, primas Irska, kardinál († 31. prosince 2009)
- 2. října – Christian de Duve, belgický biochemik, Nobelova cena 1974 († 4. května 2013)
- 3. října – Odd Lundberg, norský rychlobruslař († 8. března 1983)
- 5. října
  - Robert Adams, anglický sochař († 5. dubna 1984)
  - Magda Szabóová, maďarská spisovatelka († 19. listopadu 2007)
- 8. října – Rodney Robert Porter, anglický lékař a biochemik, nositel Nobelovy ceny 1972 († 6. září 1985)
- 9. října – Miklós Vásárhelyi, maďarský novinář a politik († 31. července 2001)
- 10. října – Thelonious Monk, americký jazzový pianista a skladatel († 17. února 1982)
- 11. října – Viktor Sergejevič Safronov, ruský astronom († 18. září 1999)
- 12. října – Roque Máspoli, uruguayský fotbalista († 22. února 2004)
- 15. října – Paul Tanner, americký pozounista († 5. února 2013)
- 17. října – Mak Dizdar, bosenský básník a novinář († 14. srpna 1971)
- 20. října
  - Stéphane Hessel, francouzský diplomat, filozof a spisovatel († 26. února 2013)
  - Jean-Pierre Melville, francouzský filmový režisér a herec († 2. srpna 1973)
- 21. října – Dizzy Gillespie, americký jazzový trumpetista, kapelník, zpěvák a skladatel († 6. ledna 1993)
- 22. října – Joan Fontaine, americko-britská herečka († 15. prosince 2013)
- 28. října – Šams Pahlaví, íránská princezna († 29. února 1996)
- 29. října – Harold Garfinkel, americký sociolog († 21. dubna 2011)
- 30. října – Nikolaj Ogarkov, náčelník Generálního štábu Sovětské armády († 23. ledna 1994)
- 2. listopadu – Ann Rutherfordová, kanadsko-americká herečka († 11. června 2012)
- 7. listopadu
  - Ján Arpáš, slovenský fotbalový reprezentant († 16. dubna 1976)
  - Howard Rumsey, americký jazzový kontrabasista († 15. července 2015)
- 14. listopadu – Pak Čong-hui, prezident Korejské republiky († 26. října 1979)
- 19. listopadu – Indira Gándhíová, indická politička († 31. října 1984)
- 22. listopadu – Andrew Fielding Huxley, anglický fyziolog a biofyzik, Nobelova cena 1963 († 30. května 2012)
- 23. listopadu – Michael Gough, britský herec († 17. března 2011)
- 25. listopadu – Luigi Poggi, italský kardinál, vatikánský diplomat († 4. května 2010)
- 4. prosince
  - Russell Jacquet, americký trumpetista († 28. února 1990)
  - Anna Bowes-Lyon, sestřenice britské královny Alžběty II. († 26. září 1980)
- 9. prosince – James Rainwater, americký fyzik, Nobelova cena za fyziku 1975 († 31. května 1986)
- 14. prosince – Tove Ditlevsenová, dánská spisovatelka († 7. března 1976)
- 16. prosince – Arthur C. Clarke, britský autor science fiction († 19. března 2008)
- 20. prosince – David Bohm, britský fyzik († 27. října 1992)
- 21. prosince – Heinrich Böll, německý spisovatel († 16. července 1985)

## Úmrtí

### Česko

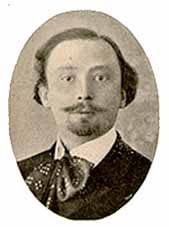
František Pečinka † (14. května)

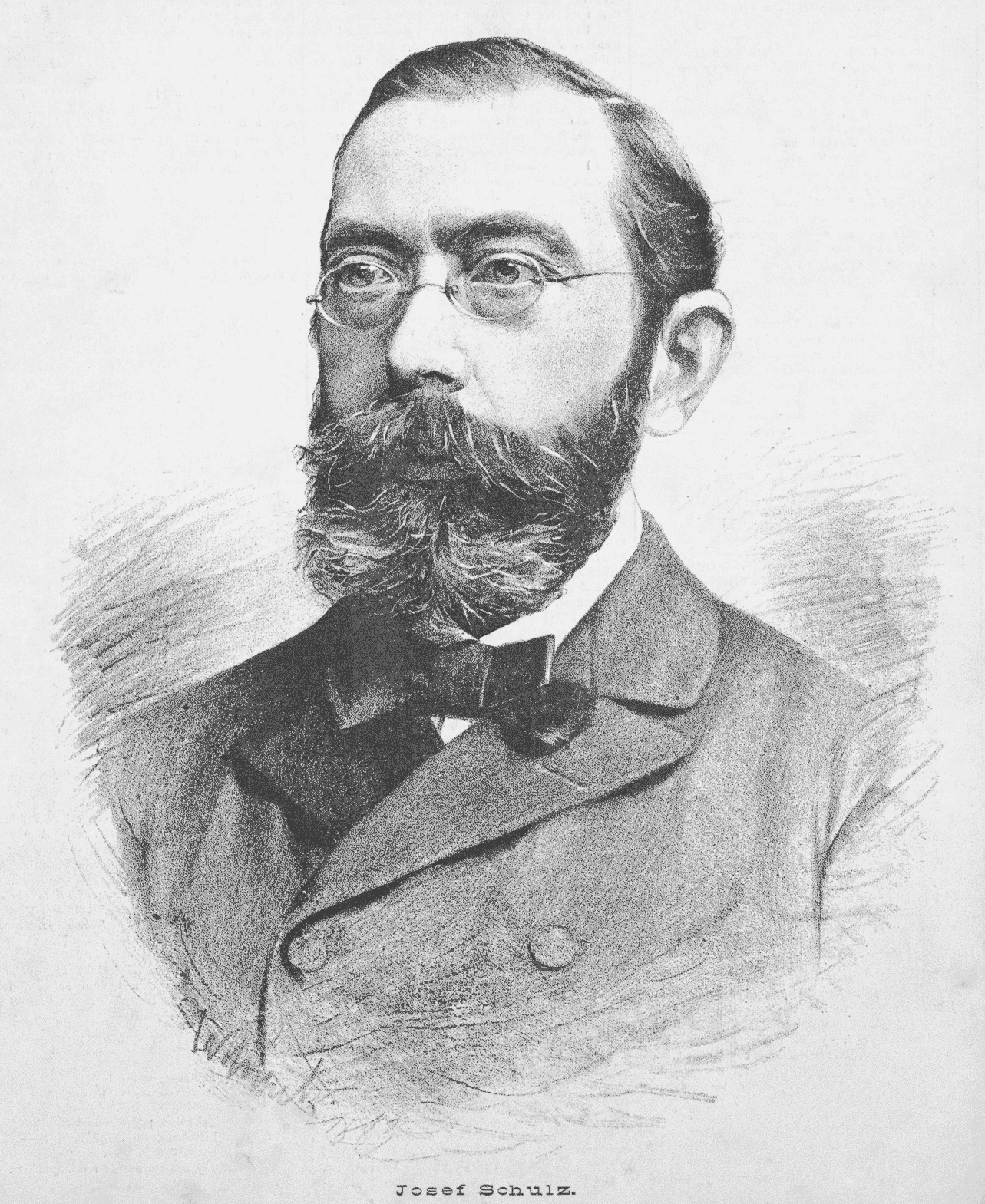
Josef Schulz † (15. července)

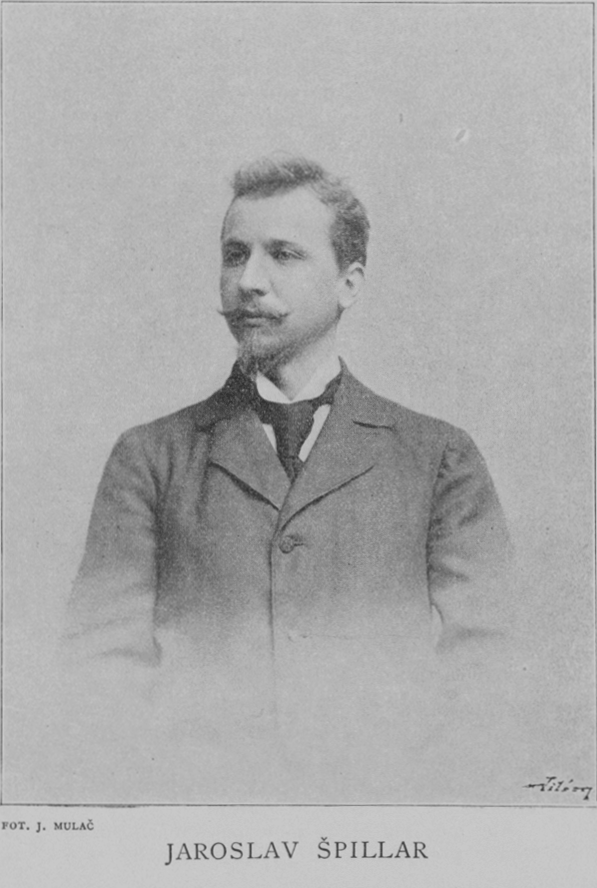
Jaroslav Špillar † (30. listopadu)

- 1. ledna – Karel Bulíř, učitel a redaktor (* 27. října 1840)
- 10. ledna – Josef Mathauser, malíř (* 2. července 1846)
- 14. ledna – Jindřich Houra, poslanec Českého zemského sněmu (* 30. září 1839)
- 19. ledna – Kliment Čermák, amatérský historik a archeolog (* 1. dubna 1852)
- 11. března – Václav Nedoma, novinář (* 28. září 1836)
- 15. března
  - Bohumila Klimšová, spisovatelka a překladatelka (* 7. prosince 1851)
  - Heřman z Tardy, vysoký představitel evangelické církve (* 19. listopadu 1832)
- 20. března – Otto Boleška, divadelní herec (* 23. března 1880)
- 2. dubna – Jindřich Kafka, vídeňský skladatel českého původu (* 25. února 1844)
- 6. dubna
  - František Vymazal, filolog (* 6. listopadu 1841)
  - Melchior Mlčoch, teolog a biblista, děkan olomoucké teologické fakulty (* 6. ledna 1833)
- 25. dubna – František Sláma, slezský buditel, spisovatel a politik (* 3. listopadu 1850)
- 1. května – Eduard Vodnařík, moravský úředník, autor mluvnice maďarštiny (* 4. prosince 1837)
- 9. května – Karel Tůma, novinář, spisovatel a politik (* 6. září 1843)
- 14. května – František Pečinka, malíř a básník (* 27. prosince 1869)
- 21. května – Josef Cainer, varhaník a hudební skladatel (* 29. srpna 1837)
- 30. května – František Jaroslav Rypáček, literární historik, básník a spisovatel (* 7. října 1853)
- 2. června – Jan Lier, novinář a spisovatel (* 27. října 1852)
- 17. června – Jan Čapek, legionář (* 1876)
- 23. června – Jaroslav Igor Vilímek, legionář, starodružiník (* 2. května 1890)
- 26. června – Alois Daut, architekt (* 17. října 1854)
- 15. července – Josef Schulz, architekt (* 11. dubna 1840)
- 16. července – Vincenc Hrubý, šachový mistr (* 9. září 1856)
- 20. července – Josef von Pop, předlitavský státní úředník a politik (* 27. října 1848)
- 22. července – Karel Ladislav Thuma, malíř (* 14. prosince 1853)
- 23. července – Miloš Marten, spisovatel, literární a výtvarný kritik a překladatel (* 4. února 1883)
- 3. srpna – Jan Vaclík, diplomat a publicista (* 15. června 1830)
- 6. srpna – Franz Xaver Hauschwitz, kapelník a hudební skladatel (* 19. listopadu 1841)
- 14. srpna – Ondřej Horník, hudební skladatel, varhaník a sběratel hudebních památek (* 2. prosince 1864)
- 21. srpna – Karel Ferdinand Rudl, hudební skladatel (* 9. prosince 1853)
- 27. srpna – Antonín Řivnáč, knihkupec a nakladatel (* 23. října 1843)
- 30. srpna – Marie Horská-Kallmünzerová, herečka (* 8. června 1847)
- 17. září – Josef Král, klasický filolog (* 18. prosince 1853)
- 15. října – Rudolf Alter, poslanec Českého zemského sněmu a Říšské rady (* 20. října 1839)
- 28. října – Philipp Terč, česko-německý lékař, zakladatel apiterapie (* 30. března 1844)
- 3. listopadu – František Dvorský, přírodovědec a vlastivědný pracovník (* 25. září 1846)
- 4. listopadu – Franz Janowitz, rakouský a český německy píšící básník (* 28. července 1892)
- 5. listopadu – Čeněk Gregor, stavitel a politik (* 17. srpna 1847)
- 6. listopadu – František Xaver Bakeš, učitel, hudebník, velkostatkář a politik (* 7. prosince 1833)
- 19. listopadu – Václav Peták, purkmistr Plzně (* 1842)
- 20. listopadu – Jaroslav Špillar, malíř (* 11. října 1869)
- 15. prosince – Karl Schücker, český politik německé národnosti (* 27. prosince 1836)
- 20. prosince – Otakar Theer, básník, prozaik, dramatik a překladatel (* 16. února 1880)
- 24. prosince – František Lipka, boskovický archeolog (* 3. srpna 1863)

### Svět
- 2. ledna

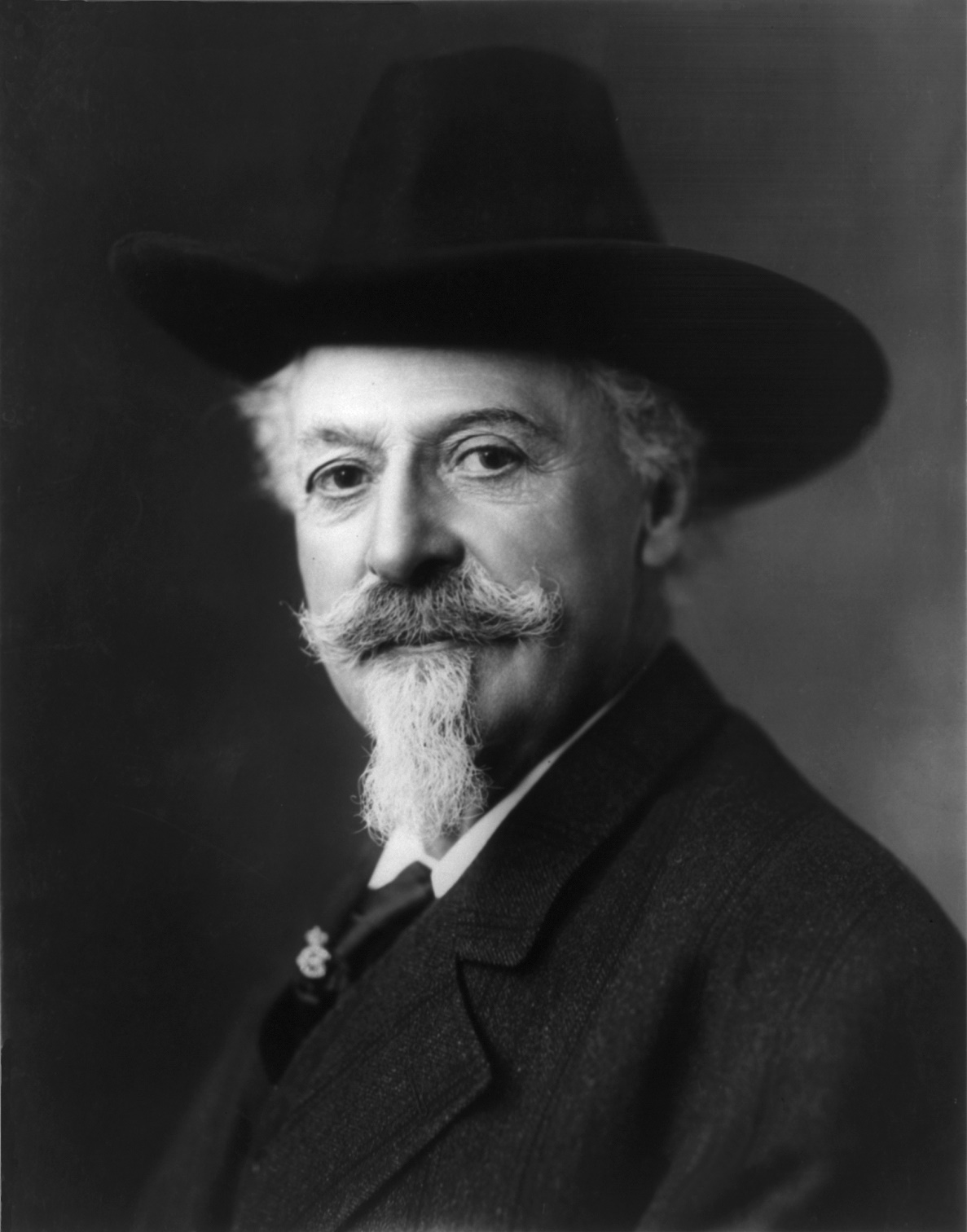
Buffalo Bill († 10. ledna)

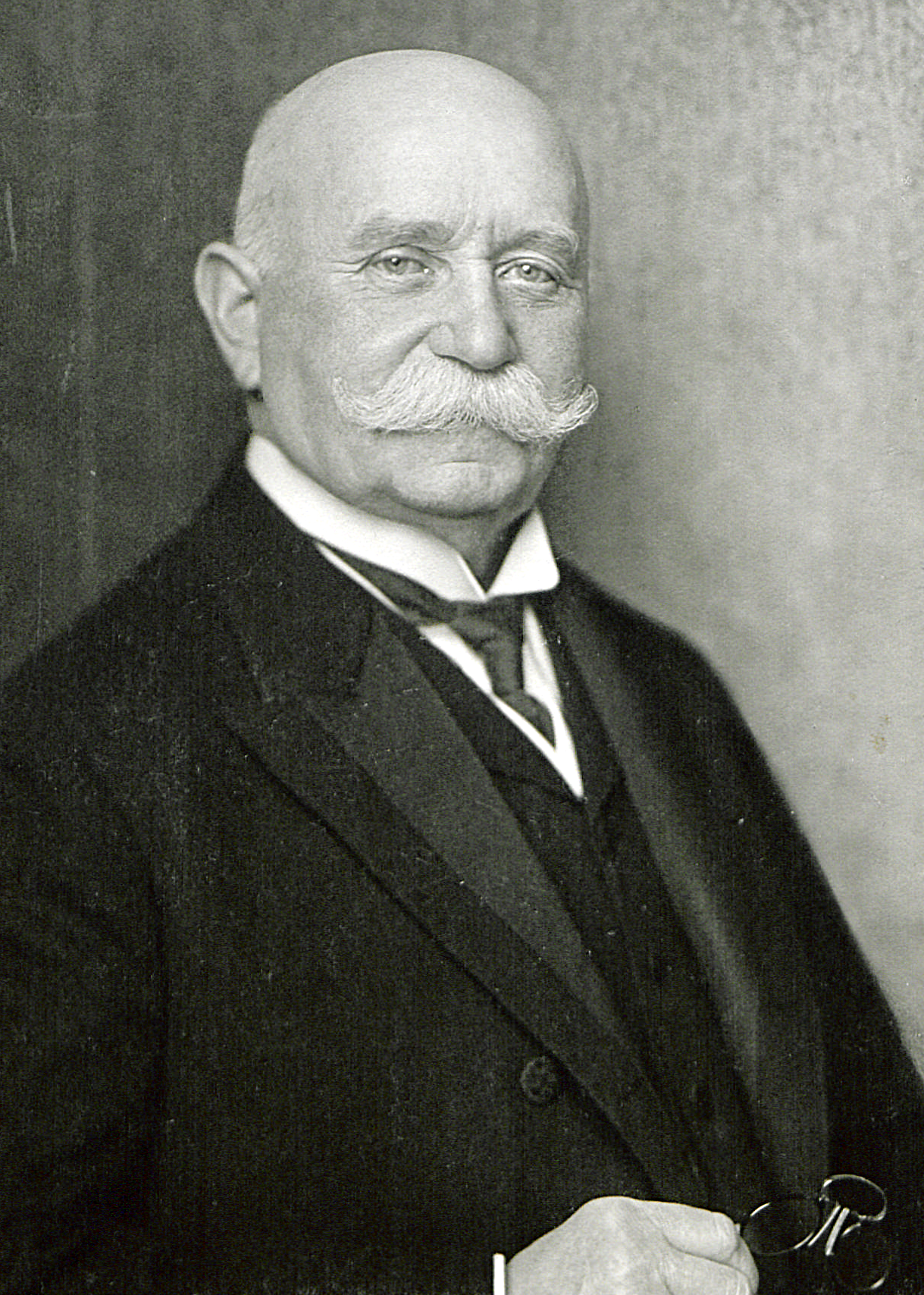
Ferdinand von Zeppelin († 8. března)

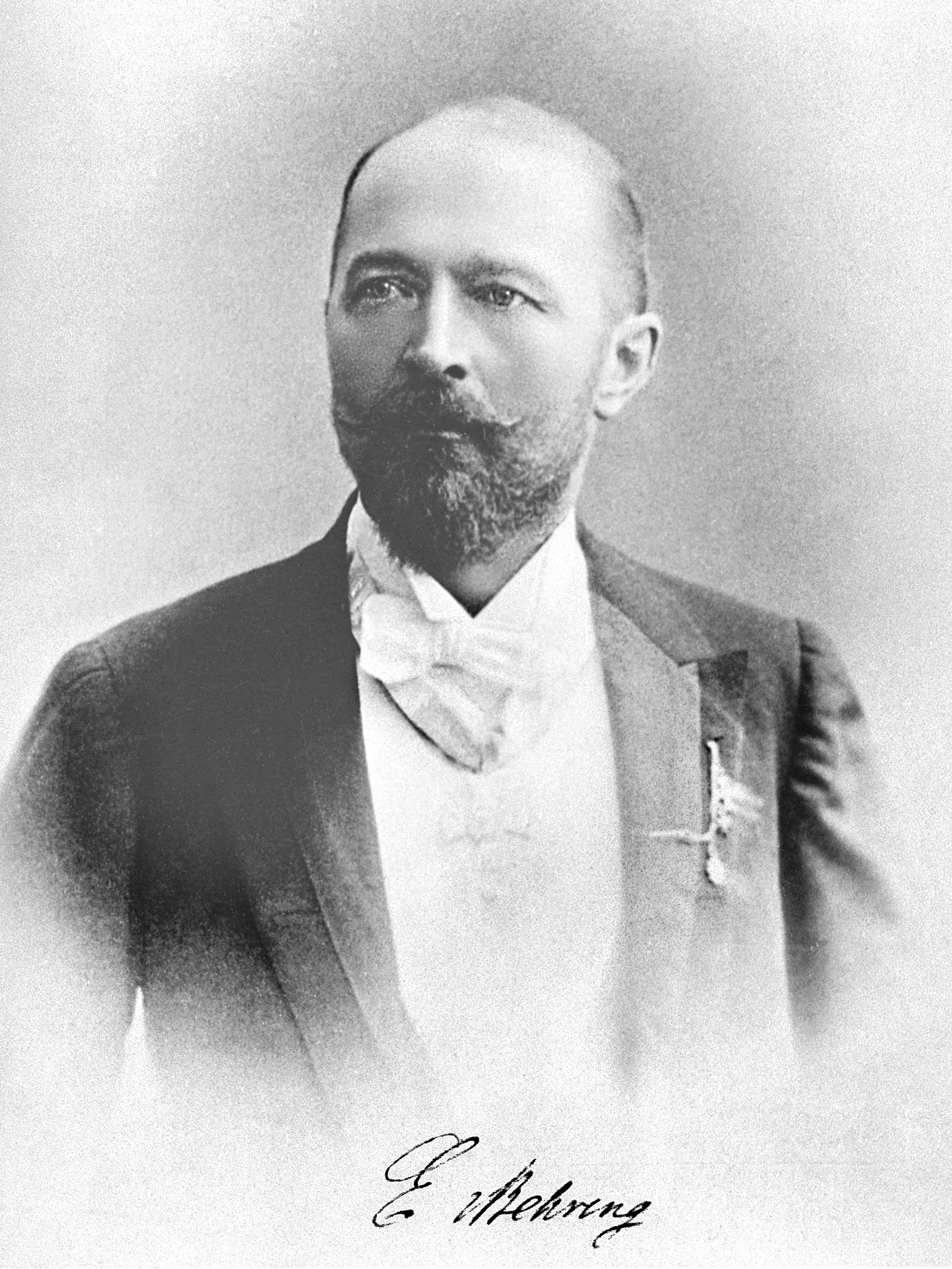
Emil Adolf von Behring († 31. březen)

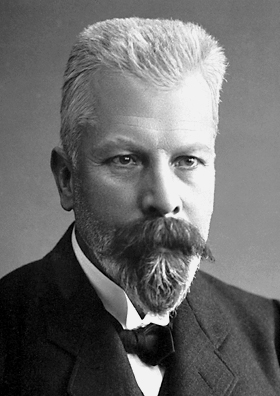
Eduard Buchner († 13. srpna)

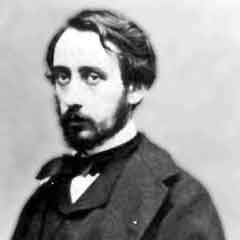
Edgar Degas († 27. září)

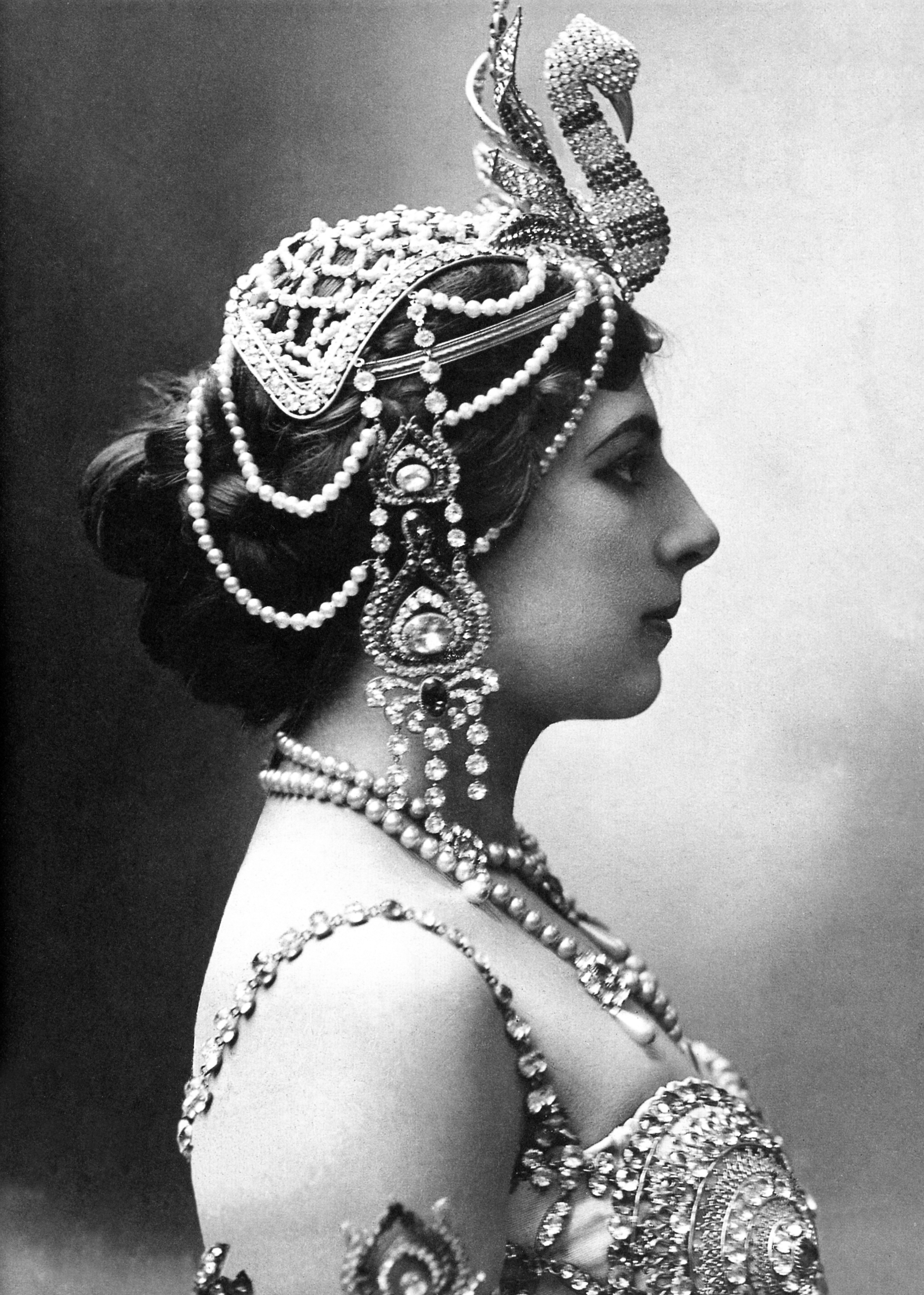
Mata Hari († 15. října)

Émile Durkheim († 15. listopadu)

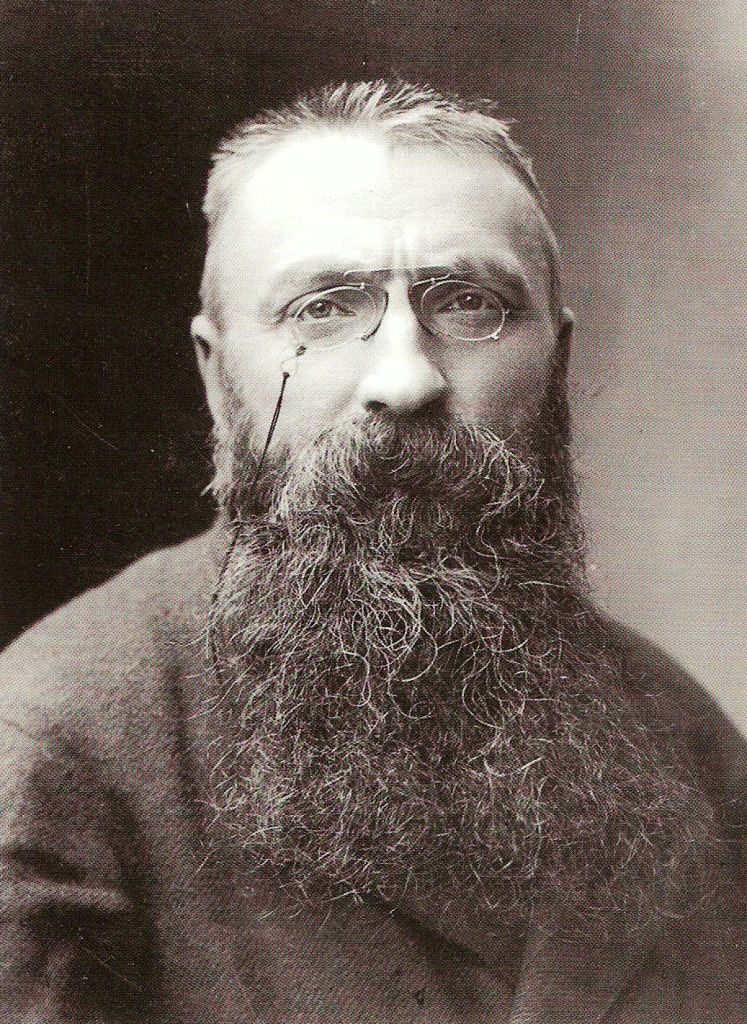
Auguste Rodin († 17. listopadu)

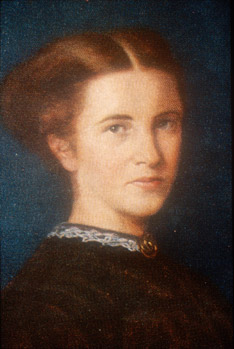
Elizabeth Garrettová Andersonová († 17. prosince)

  - Léon Flameng, francouzský cyklista, olympijský vítěz (* 30. dubna 1877)
  - Sir Edward Burnett Tylor, anglický antropolog (* 2. října 1832)
- 8. ledna – Mary McElroyová, první dáma USA (* 5. července 1841)
- 10. ledna – Buffalo Bill, americký dobrodruh (* 26. února 1846)
- 20. ledna – Avšalom Feinberg, zakladatelů izraelské špionážní sítě Nili (* 23. října 1889)
- 29. ledna – Evelyn Baring, 1. hrabě Cromer, britský státník a diplomat (* 26. února 1841)
- 8. února – Anton Haus, rakousko-uherský velkoadmirál (* 13. června 1851)
- 10. února – John William Waterhouse, anglický malíř (* 6. dubna 1849)
- 15. února – Otto Brückwald, německý architekt (* 6. května 1841)
- 16. února – Octave Mirbeau, francouzský spisovatel (* 16. února 1848)
- 17. února – Jakob Groh, rakouský grafik (* 14. května 1855)
- 23. února – Jean Gaston Darboux, francouzský matematik (* 14. srpna 1842)
- 4. března – Michail von Kotten, ruský policejní administrátor (* 1870)
- 8. března – Ferdinand von Zeppelin, německý konstruktér vzducholodí (* 8. července 1838)
- 15. března – Sergej Zubatov, agent ruské carské policie (* 8. dubna 1864)
- 17. března – Franz Brentano, německý filozof a psycholog (* 16. ledna 1838)
- 18. března – Károly Ferenczy, maďarský impresionistický malíř (* 8. února 1862)
- 23. března – Louis Schmeisser, německý konstruktér zbraní (* 5. února 1848)
- 31. března – Emil Adolf von Behring, německý lékař, bakteriolog a fyziolog, spoluzakladatel imunologie a sérologie, nositel Nobelovy ceny za fyziologii a lékařství (* 15. března 1854)
- 1. dubna – Scott Joplin, americký hudebník, pianista a skladatel, jeden z prvních představitelů ragtimu (* 1867)
- 14. dubna – Ludvík Lazar Zamenhof, autor esperanta (* 15. prosince 1859)
- 22. dubna – Olivier de Bacquehem, předlitavský státní úředník a politik (* 25. srpna 1847)
- 24. dubna – Oscar Blumenthal, německý spisovatel (* 13. března 1852)
- 4. května – Hermenegildo Cardos de Brito Capelo, portugalský průzkumník afrického kontinentu (* 4. února 1841)
- 13. května – Gustav Jäger, německý biolog, fyziolog a antropolog (* 23. června 1832)
- 16. května – Vladislav Petković Dis, srbský básník (* 10. března 1880)
- 2. června – Oscar Schuster, německý horolezec (* 1. října 1873)
- 27. června – Dragutin Dimitrijević, srbský vůdce nacionalistické skupiny Černá ruka (* 17. srpna 1876)
- 28. června – Sven Berggren, švédský botanik (* 1837)
- 11. července – Charles Horton Peck, americký mykolog (* 30. března 1833)
- 15. července – Charles Journet, švýcarský kardinál, teolog (* 26. ledna 1891)
- 27. července – Emil Theodor Kocher, švýcarský lékař, nositel Nobelovy ceny za fyziologii a medicínu (* 25. srpna 1841)
- 31. července – Hedd Wyn, velšský básník (* 13. ledna 1887)
- 13. srpna – Eduard Buchner, německý chemik, nositel Nobelovy ceny za chemii z roku 1907 (* 20. května 1860)
- 18. srpna – Felicián Jozef Môcik, slovenský malíř a varhaník (* 9. září 1861)
- 20. srpna – Adolf von Baeyer, německý chemik, nositel Nobelovy ceny za chemii (* 31. října 1835)
- 31. srpna – Ferdinand Georg Frobenius, německý matematik (* 26. října 1849)
- 9. září
  - Boris Stürmer, ruský ministerský předseda (* 27. července 1848)
  - Madge Syersová, britská krasobruslařka (* 16. září 1881)
- 11. září
  - Georges Guynemer, francouzský pilot a národní hrdina (* 24. prosince 1894)
  - Albert Londe, francouzský fotograf (* 26. listopadu 1858)
  - Edmund Téry, uherský lékař a horolezec (* 4. července 1856)
- 12. září – Eleonora z Reussu, carevna Bulharska (* 22. srpna 1860)
- 20. září – Émile Boirac, francouzský esperantista (* 26. srpna 1851)
- 23. září – Werner Voß, německý stíhací pilot, letecké eso (* 13. dubna 1897)
- 27. září – Edgar Degas, francouzský malíř, vůdčí postava impresionismu (* 19. července 1834)
- 8. října – Janez Evangelist Krek, slovinský politik a spisovatel (* 27. listopadu 1865)
- 9. října – Sára Aaronsohnová, členka židovské špionážní sítě Nili (* 6. ledna 1890)
- 15. října – Mata Hari, orientální tanečnice, agentka Německa a Francie (* 7. srpna 1876)
- 22. října – Bob Fitzsimmons, britský boxer (* 26. května 1863)
- 24. října
  - Oscar Stjerne, švédský spisovatel (* 17. února 1873)
  - William James Herschel, průkopník daktyloskopie (* 9. ledna 1833)
- 26. října – Georges Demenÿ, francouzský vynálezce a gymnasta (* 12. června 1850)
- 2. listopadu – Tringe Smajli, albánská bojovnice proti osmanské nadvládě (* 1870)
- 3. listopadu – Léon Bloy, francouzský spisovatel (* 11. července 1846)
- 4. listopadu – William Duddell, britský fyzik a vynálezce (* 1. července 1872)
- 11. listopadu
  - Liliuokalani, královna Havajských ostrovů (* 2. září 1838)
  - Hans Kudlich, lékař a rakouský politik (* 25. října 1823)
- 15. listopadu – Émile Durkheim, francouzský sociolog (* 15. dubna 1858)
- 17. listopadu – Auguste Rodin, francouzský sochař (* 12. listopadu 1840)
- 7. prosince – Léon Benett, francouzský malíř (* 2. března 1838)
- 8. prosince – Mendele Mocher Sforim, židovský spisovatel (* 2. ledna 1836)
- 17. prosince
  - Ber Borochov, marxisticko-sionistický vůdce a spisovatel (* 4. červenec 1881)
  - Elizabeth Garrettová Andersonová, anglická lékařka a feministka (* 9. června 1836)
- 20. prosince – Lucien Petit-Breton francouzský cyklista, vlastním jménem Lucien Georges Mazan (* 18. října 1882)
- 26. prosince – Judith Gautier, francouzská spisovatelka (* 25. srpna 1845)
- 30. prosince – William Heerlein Lindley, britský vodárenský inženýr (* 30. ledna 1853)
- 31. prosince – Federico Zandomeneghi, italský malíř (* 2. června 1841)

## Hlavy států
- České království – Karel I. (1916–1918)
- Papež – Benedikt XV. (1914–1922)
- Spojené království – Jiří V. (1910–1936)
- Francie – Raymond Poincaré (1913–1920)
- Uherské království – Karel I. (1916–1918)
- Rakouské císařství – Karel I. (1916–1918)
- Rusko – Mikuláš II. (1894–1917) / Georgij Lvov, Alexandr Kerenskij, Vladimir Lenin
- Belgie – Albert I. (1909–1934)
- Nizozemsko – Vilemína (1890–1948)
- Norsko – Haakon VII. (1905–1957)
- Dánsko – Kristián X. (1912–1947)
- Švédsko – Gustav V. (1907–1950)
- Německo – Vilém II. (1888–1918)
- Španělsko – Alfons XIII. Španělský (1886–1931)
- Portugalsko – Bernardino Machado (1915–1917) a (1925–1926) / Sidónio Pais (1917–1918)
- Itálie – Viktor Emanuel III. (1900–1946)
- Turecko  – Mehmed V. (1909–1918)
- Řecko – Konstantin I. (1913–1917) a (1920–1922) / Alexandr I. (1917–1920)
- Rumunsko – Ferdinand I. Rumunský (1914–1927)
- Bulharsko – Ferdinand I. (1887–1908 kníže) a (1908–1918 car)
- USA – Woodrow Wilson (1913–1921)
- Japonsko – Taišó (1912–1926)